# Иво и Дебора
„Иво и Дебора“ е български поп дует, основан през 1994 година.
Двамата музиканти са някогашни съученици от плевенското национално училище по изкуствата „Панайот Пипков“.
Дуетът създава песните си по стихове на български поети, измежду които Елисавета Багряна, Пейо Яворов, Маргарита Петкова, Валентина Атанасова, Неста Маринова, Дамян Дамянов, Десислава Георгиева, Валентин Йорданов, Адриана Зарева, Венета Арахангелова. Иво и Дебора си сътрудничат с композитора Димитър Гетов, аранжирал първата им песен „Всеки сам ще осъмне“, и художничката и продуцентка Рени Бакърджиева, която рисува картини по песните им. Творчески контакти имат с дуета Милица и Асен (Милица Божинова и Асен Масларски от група Тоника), Ивелина Балчева, Ани Върбанова, Пепи Попов/ група „Атлас“/, Янка Рупкина, Красимир Аврамов, квартет „Славей“, и много други творци.
Иво и Дебора имат концерти в камерната зала в комплекс „България“, във Военния клуб, в националния музей „Земята и хората“, многобройки концерти из България, както и участия в различни радио и телевизионни предавания.
През 2003 година излиза техният първи албум „До любов се достига с любов“ (МК №13-273), съдържащ седем авторски песни и два инструментала. През 2008 г. с подкрепата на Министерството на културата и фондация „Човещина“ дуетът издава мултимедийния продукт „Има място за теб тук“, предвиден за разпространение в училищата, за часовете на класния ръководител.
Не участват във фестивали с конкурсен характер. Представят песните си на самостоятелни концерти като синтез между изкуствата музика, поезия и рисуване.
Не участват в конкурсни програми. Единствено публиката има право да оценява творчество им.
По-известни песни на дуета са „Има място за теб тук“, „Овчарска песен“ (по стих на Пейо Яворов), „Синеоката“ (по стих на Елисавета Багряна), „Серенада“, „Слънце мое“.